# Maximilian zu Wied-Neuwied

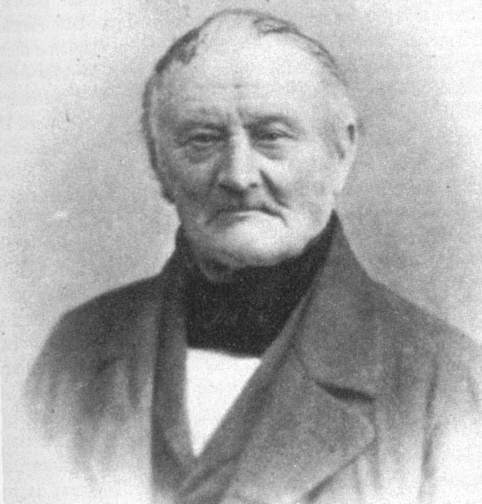
Prins Maximilian Alexander Philipp zu Wied-Neuwied

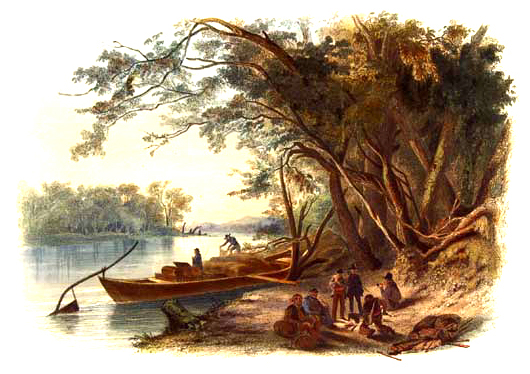
Maximilian zu Wied-Neuwieds expedition vid Missourifloden 1833.(Akvatint efter Karl Bodmer.)

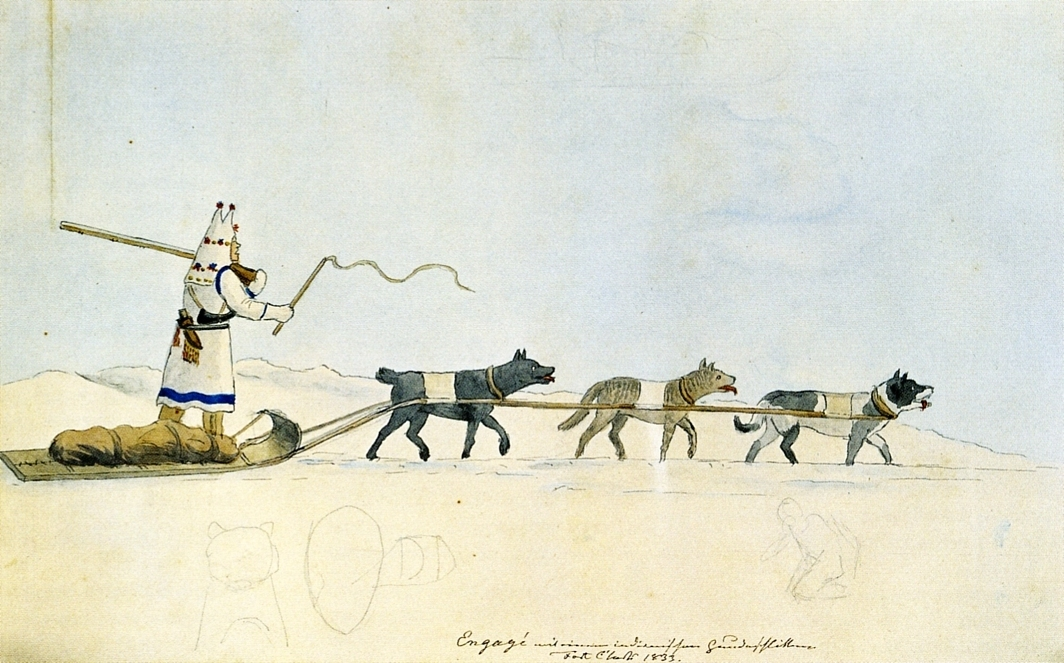
Engagé hos American Fur Company med indiansk toboggan nära Fort Clark (i dagens North Dakota). (Akvarell av Maximilian zu Wied-Neuwied 1833.)

Prins Maximilian Alexander Philipp zu Wied-Neuwied, född i Neuwied den 23 september 1782, död den 3 februari 1867, var en tysk upptäcktsresande, etnolog, zoolog och naturhistoriker.

## Familj och karriär
Maximilian zu Wied-Neuwied föddes på slottet Neuwied, som andre son (och det åttonde av tio barn) till den regerande arvgreven (sedan 1784 regerande fursten) till Wied, Friedrich Carl zu Wied-Neuwied (1741-1809) och hans gemål Louise född grevinnan zu Sayn-Wittgenstein-Berleburg (1747-1823). Under Napoleonkrigen blev han officer i den preussiska armén 1802 och tog avsked som generalmajor 1815. 

## Upptäcktsresande
Maximilian zu Wied-Neuwied ledde 1815-1817 en expedition till sydöstra Brasilien. 1832 reste han till de nordamerikanska Great Plains tillsammans med den schweiziske målaren Karl Bodmer. De reste 1833 uppför Missourifloden med hjulångaren Yellow Stone, studerade prärieindianernas kultur när de övervintrade i mandanernas byar nära Fort Clark, och samlade botaniska och zoologiska specimen. Efter återkomsten till Tyskland, skrev han boken Reise in das Innere Nord-Amerikas, rikligt illustrerad med planscher och bilder målade av Bodmer. Boken är en viktig källa till prärieindianernas etnografi och historia.